# دودو سيارينسي
دودو سيارينسي (بالبرتغالية: Dudu Cearense) مواليد 15 أبريل 1983 في فورتاليزا، هو لاعب كرة قدم برازيلي يلعب مع بوتافوغو ريغاتاس كلاعب وسط. مثّل منتخب البرازيل لكرة القدم. بدأ دودو سيارينسي مسيرته الرياضية عام 2000 مع نادي فيتوريا.

## روابط خارجية
- دودو سيارينسي على موقع الاتحاد الأوربي (الإنجليزية)
- دودو سيارينسي على موقع رابطة كرة القدم اليابانية للمحترفين (اليابانية)
- دودو سيارينسي على موقع قاعدة بيانات كرة القدم.إي يو (الإنجليزية)
- دودو سيارينسي على موقع ليكيب (الفرنسية)
- دودو سيارينسي على موقع ناشيونال فوتبول تيمز (الإنجليزية)
- دودو سيارينسي على موقع Soccerway.com (الإنجليزية)
- دودو سيارينسي على موقع عالم كرة القدم.نت (الإنجليزية)
- دودو سيارينسي على موقع AS.com (الإسبانية)